# Боти діелектричні
Бо́ти діелектри́чні — засіб захисту від ураження електричним струмом при роботі на закритих, а при відсутності опадів — на відкритих електроустановках.
Боти використовуються як додатковий засіб захисту від дії електричного струму напругою понад 1000 В. Крім того, діелектричні боти захищають робітників від «крокової напруги». Боти одягаються поверх робочого взуття.